# SNCASO SO.7010 Pégase
Le SNCASO SO.7010 Pégase est un avion de tourisme et d'affaires construit en France dans l'immédiat après-guerre. Il est demeuré à l'état de prototype.

## Historique

### Développement
C'est en 1946 que les responsables de la Société nationale des constructions aéronautiques du Sud-Ouest (SNCASO) commencèrent à travailler sur un projet d'avion de transport léger destiné à l'aviation civile française renaissante. Les ingénieurs étudièrent notamment la possibilité de propulser l'avion par un double moteur à huit cylindres en V monté en tandem. Le nouvel avion reçut la désignation de SO.7010 Pégase.
Le propulseur choisi fut le Mathis G-16, en fait l'accouplement de deux Mathis G-8R d'une puissance unitaire de 200 chevaux. L'assemblage eut lieu dans le courant de l'année 1947, permettant à l'avion de réaliser son vol inaugural fin février 1948.
La campagne d'essais de cette machine se déroula tout au long de l'année 1948 et se termina après le quinzième vol du Pégase. Finalement le programme de l'avion fut abandonné, principalement en raison des turbulences engendrées par cette motorisation atypique.

### Commercialisation
Bien que le programme visait clairement l'aviation générale et l'aviation d'affaire le SO.7010 ne fut jamais commercialisé. La SNCASO tenta vainement en 1948 de placer son avion auprès des militaires français, mais là aussi ce fut un échec.

## Aspects techniques

### Description
Le SNCASO SO.7010 Pégase se présentait sous la forme d'un monoplan à aile basse cantilever construit intégralement en métal. Il était propulsé par un double moteurs à huit cylindres en V Mathis G-8R actionnant une unique hélice tripale en métal. Le cockpit permettait d'accueillir un équipage de deux pilotes côte à côte tandis que la cabine pouvait recevoir entre quatre et six passagers. En outre l'avion disposait d'un train d'atterrissage tricycle escamotable.

### Remarque technique
Il ne faut pas confondre moteurs en tandem et motorisation push-pull car cette dernière entraine deux hélices distinctes alors même que le moteur en tandem n'en entraîne qu'une seule, généralement tractive.
L'avion militaire français Arsenal VB-10 est un autre exemple de la technologie de motorisation en tandem.

## Sources

### Sources bibliographiques
- Michel Marmin, Encyclopédie "Toute l'aviation", Editions Atlas, 1993.
- Pierre Gaillard, Les prototypes de transport civils français : mieux connaître tous les prototypes de transport français, qui n'ont donné lieu à aucune fabrication de série, des origines à nos jours, Clichy, Éd. Larivière, coll. « Minidocavia / 8 », 1998, 50 p. (ISBN 2-907051-16-4 et 978-2-907-05116-3).

### Sources web
- Le SNCASO SO.7010 Pégase sur le site francophone Aviafrance.